# Ball's Pyramid
Ball's Pyramid is een onbewoond eiland van vulkanische oorsprong in de Australische Tasmanzee. De rots valt onder het bestuur van de deelstaat New South Wales en is onderdeel van het Lord Howe Island Marine Park.

## Beschrijving
Ball's Pyramid ligt ongeveer 16 km ten zuidoosten van Lord Howe-eiland. Het hoogste punt van het rotseiland, dat slechts 200 m breed is, ligt op 562 m hoogte. Ball's Pyramid is de geërodeerde rest van de caldera van een schildvulkaan die 7 miljoen jaar geleden in het gebied werd gevormd. Ook de eilandjes Observatory Rock (800 m naar het westnoordwesten), Wheatsleaf Islet (800 m naar het westzuidwesten) en Southeast Rock (3,5 km naar het zuidoosten) zijn overblijfselen van deze vulkaan. Het geheel ligt samen met Lord Howe-eiland en de onderzeese Lord Howe-bergketen op het Lord Howe-plateau.

## Geschiedenis
Ball's Pyramid is genoemd naar Henry Lidgbird Ball, een officier van de Britse Royal Navy die de rots in 1788 gelijktijdig met Lord Howe-eiland ontdekte. De eerste persoon die er voet aan wal zette zou in 1882 Henry Wilkinson zijn geweest, een geoloog van het New South Wales Department of Mines.
De rots is voor het eerst beklommen op 14 februari 1965 door een groep klimmers van de Sydney Rock Climbing Club, bestaande uit Bryden Allen, John Davis, Jack Pettigrew en David Witham. Een jaar eerder was ook al een poging ondernomen door Dick Smith en een aantal andere leden van Scouting Australia, maar dit gezelschap moest op de vijfde dag opgeven vanwege gebrek aan voedsel en water. In 1979 slaagde Smith er samen met de klimmers John Worrall en Hugh Ward alsnog in Ball's Pyramid te bedwingen. Op de top ontvouwden ze een vlag van New South Wales, die hun was meegegeven door Neville Wran, de toenmalige premier van die deelstaat, waarbij ze het eiland formeel tot Australisch gebied verklaarden.
In 1982 werd het beklimmen van Ball's Pyramid verboden en vier jaar later werd het hele eiland zelfs tot verboden gebied verklaard. Sinds 1990 mag de rots onder strikte voorwaarden weer worden beklommen. Daarvoor moet toestemming worden gevraagd bij de regering van New South Wales.

## Natuur

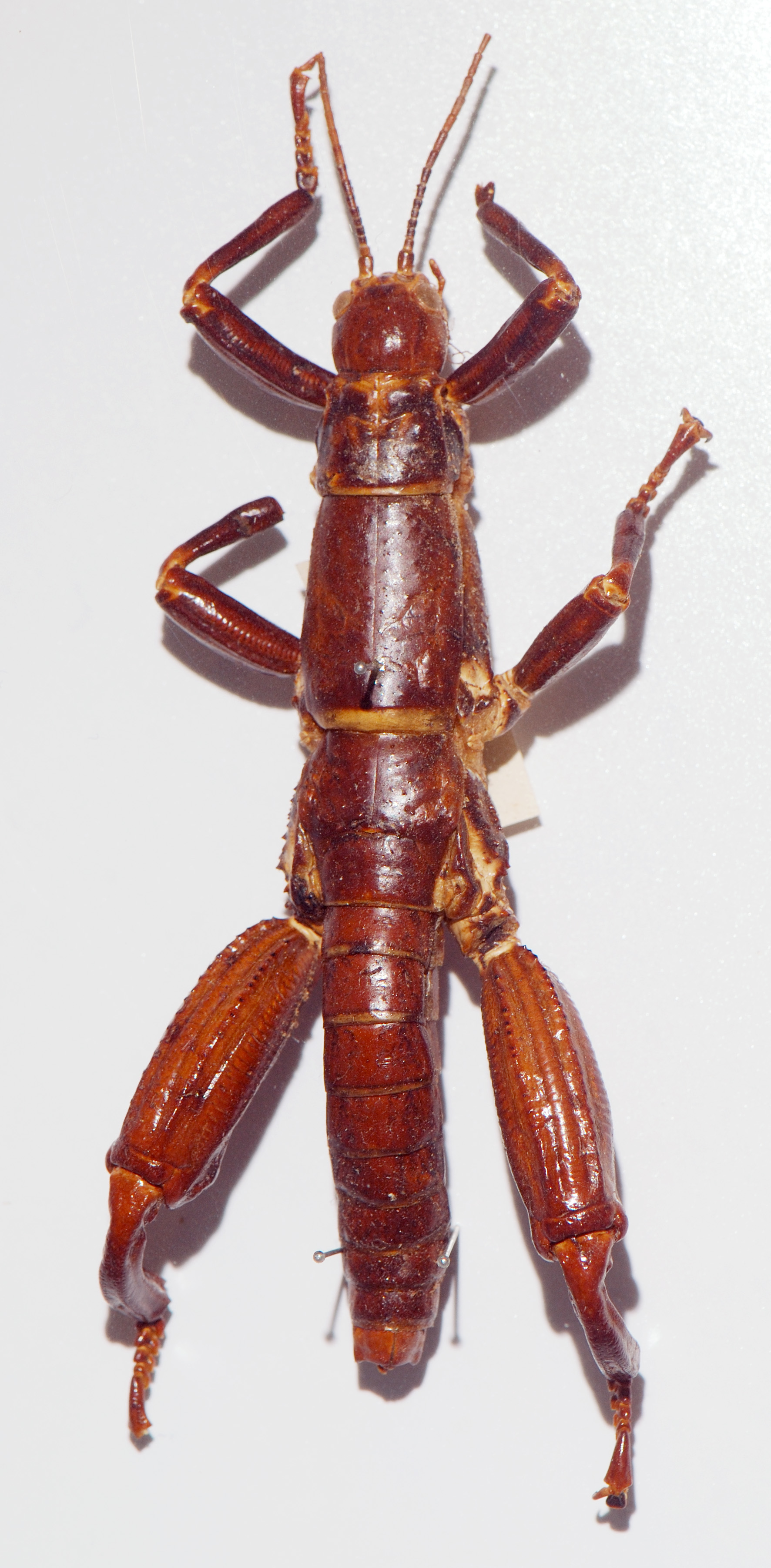
Dryococelus australis

In 2001 en 2002 werden op Ball's Pyramid levende exemplaren aangetroffen van de uitgestorven gewaande Dryococelus australis, een soort wandelende tak. Dit insect kwam vroeger algemeen op Lord Howe-eiland voor, maar verdween al snel nadat daar bij een schipbreuk in 1918 de zwarte rat was geïntroduceerd. De grootte van de populatie op Ball's Pyramid is onbekend, maar gezien het formaat van de rots is die vermoedelijk zeer klein. In 2003 is met vier van de rots afkomstige exemplaren van Dryococelus australis een fokprogramma opgezet, mede met de bedoeling de nakomelingen uiteindelijk uit te zetten op Lord Howe-eiland, dat daartoe vrij van ratten zal worden gemaakt.